# Seat 1430

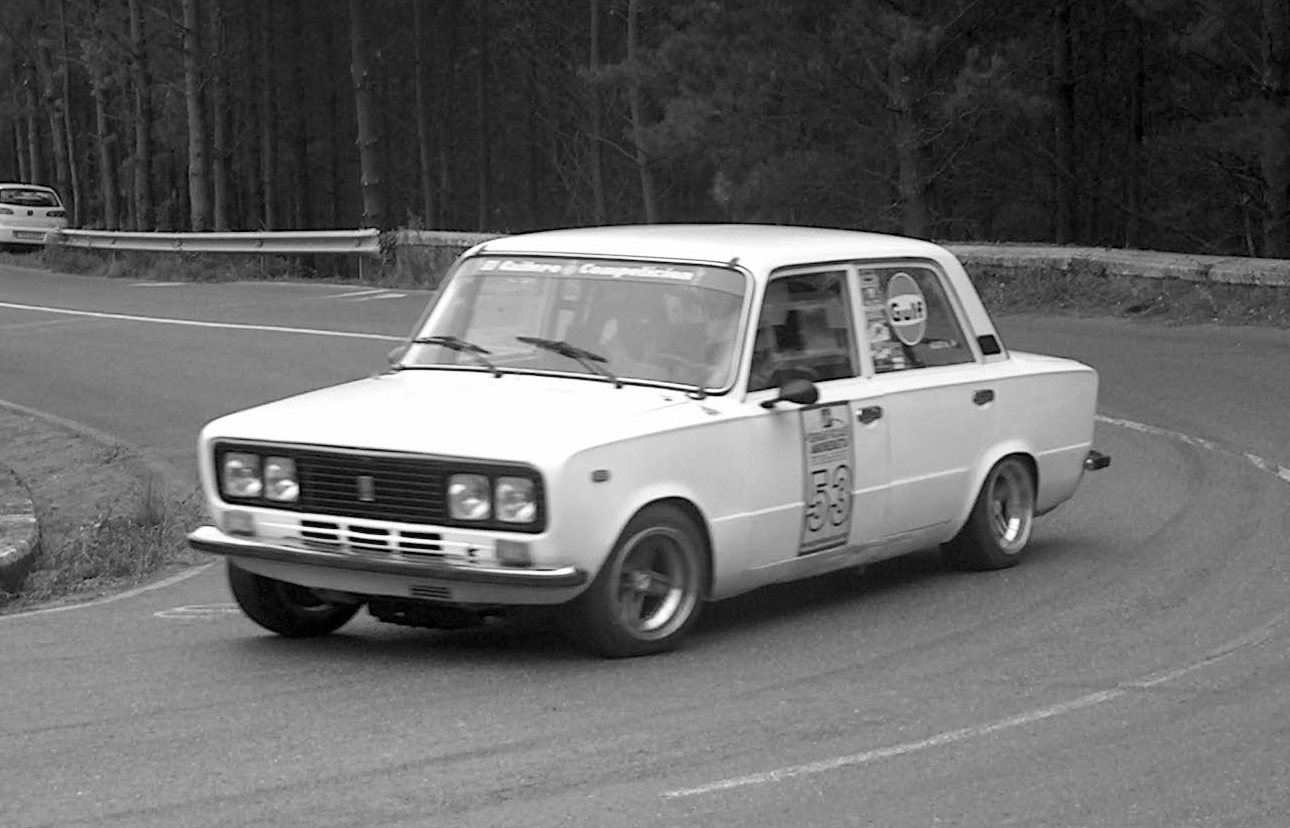
Seat 1430 en rallye

La SEAT 1430 est une automobile produite par le constructeur espagnol Seat sous licence de Fiat Auto Italie, entre 1969 et 1974. 
La SEAT 1430 était étroitement dérivée des Fiat 124 S & ST italiennes, dont il ne différait que par la calandre avec des doubles phares carrés au lieu des ronds qui équipaient la Fiat italienne. Présenté en 1969, il a bénéficié du moteur de la Fiat 124 S de 1 438 cm3 et 70 ch. D'autres moteurs ont aussi équipé ce modèle durant les années qui suivirent, notamment ceux hérités de la Fiat-Seat 132 1600 et 1 800 cm3. 
La production de la Seat 1430 cessera en 1974 pour être remplacée par la Seat 131 Mirafiori copie conforme de la Fiat 131 Mirafiori. 
Le modèle 1430 est en fait une version luxueuse de la Seat 124 dotée d'un moteur plus puissant et d'une finition très soignée et cossue. La gamme espagnole Seat n'a jamais connu l'équivalent de la Fiat 125, modèle plus haut de gamme et la clientèle s'est donc rabattue sur le modèle 1430 d'abord, 132 ensuite pour couvrir cette catégorie. 

## Histoire
Bien que ce modèle ne soit resté que quelques années en fabrication, il a connu quelques évolutions notables.
Vu le très grand succès, dès son lancement, du modèle 124, SEAT a voulu proposer un modèle supérieur, plus moderne que l'ancienne Seat 1500. Ne pouvant pas lancer, pour des raisons financières, l'équivalent de la Fiat 125, il fut décidé de modifier la carrosserie de la 124 en lui apportant quelques variantes de style, un moteur plus puissant et une finition très haut de gamme. Le modèle, baptisé SEAT 1430, fait référence à la cylindrée du moteur de sa première version. Dès sa présentation au Salon de Barcelone en mai 1969, le modèle a attiré l'attention de la clientèle espagnole, devenant immédiatement la voiture la plus convoitée. Le modèle a reçu le titre de « voiture de l'année » 1970.
Les principales différences par rapport à la Seat 124 de base étaient les doubles phares à l'avant, la calandre et les pneus sport.
En 1975, l'usine historique Seat de Zona Franca à Barcelone a arrêté la fabrication des Seat 124 et 1430 qui a été transférée à l'usine de Landaben où les modèles sont restés en production jusqu'en 1980, uniquement sous le nom Seat 124, quel que soit le moteur et les équipements.
Extérieurement, la 1430 a immédiatement plu à ses futurs propriétaires. La ligne de la SEAT 124 a été révisée, corrigée et modifiée avec des composants dignes d'une voiture de luxe. À l'intérieur, les moindres détails de finition ont été traités avec le plus grand soin pour garantir un accueil confortable avec des matériaux durables.
Le tableau de bord est très complet. La version 1600 comportait des nouveautés comme les essuie-glaces à plusieurs vitesse dont une intermittente toutes les 6 secondes. L'horloge électrique associée à un frein à main « furtif » est un élément du raffinement du modèle. Autre détail intéressant, en particulier pour les familles ou les jeunes couples avec de nombreuses valises, était la grande capacité du coffre. À l’extérieur, Seat a équipé le modèle d'excellents doubles phares et les feux arrière sont aussi efficaces que décoratifs, complétés par un feu de recul discret et utile.
Le comportement et la stabilité du véhicule ont été soigneusement mis au point. Étant donné le type de carrosserie et le poids du moteur placé à l'avant, la conduite de cette voiture de sport était en fait assez similaire à celle d'une traction avant, alors qu'il s'agissait d'une propulsion. Sur sol humide, la 1430 donnait une très légère sensation de « flottement ». La voiture garantissait une forte adhérence sur sol sec mais sur le mouillé, un peu de prudence était préférable pour éviter de prendre des virages serrés trop rapidement. Sur les routes de montagne, la 1430 montrait une disponibilité parfaitement gérée, avec une visibilité totale et, grâce à la puissance et la souplesse du moteur, pouvait se déplacer sans devoir rétrograder surtout avec les moteurs 1600 et 1800.
La voiture disposant d'une carrosserie très carrée, à la mode de cette époque, et sa grande surface vitrée, garantissaient une visibilité parfaite quelle que soit la position de conduite. La nuit, l'éclairage reposait sur quatre phares puissants.

### Les différentes versions
La SEAT 1430 était une évolution de la SEAT 124 qui s'adressait à un public plus jeune et plus exigeant.
En 1971, après avoir vendu plus de 100.000 exemplaires, la SEAT 1430 a été actualisée pour la première fois. Elle a bénéficié d'une augmentation de la taille des feux arrière et des pare-chocs et l'équipement a également été amélioré.
La SEAT 1430 Potenciado, lancée en 1973, était une version encore plus raffinée tout en conservant les caractéristiques de la version précédente. Son prix n'a pas changé, 155.000 pesetas franco usine, qui pouvait être complété par les options. La SEAT 1430 bénéficie d'une augmentation de sa puissance d'environ 5 ch DIN, grâce aux modifications apportées à la culasse.
La SEAT 1430 Especial 1600 - FU était une version sportive lancée en mars 1973. Son moteur de 1 592 cm3, dérivé de celui de la SEAT 132 disposait de deux arbres à cames en tête, lui permettait de développer une puissance de 95 ch DIN. Bien que le modèle s’appelle officiellement SEAT 1430 Especial 1600, les fans la surnommeront très vite 1430-FU. FU étant le code usine de la plateforme utilisée FU-00. Dans cette version où luxe et confort sont associés à une mécanique sportive, toute l'expérience accumulée du constructeur Fiat-Seat a été mise à profit. Avec son esthétique plaisante et ses grandes qualités routières, elle a ravi ses propriétaires. Cette version se distingue par ses finitions luxueuses et une qualité de matériaux sans pareil.
Une version familiale 5 portes de la SEAT 1430-FU a également été commercialisée en très petite quantité qui en fait aujourd’hui un bijou de collection très recherché en Espagne.
La SEAT 1430 Especial 1800 FU présentée au Salon de Barcelone en mai 1974 était aussi connue sous le surnom de FU-10. Son moteur Fiat à deux arbres à cames en tête avait une cylindrée de 1 756 cm3 avec une puissance de 118 ch DIN à 6.400 tr/min. Certains l'ont aussi baptisée « Réplique » car cette voiture spéciale était une réplique de celles utilisées par les pilotes de l’équipe officielle Seat dans les rallyes. Le modèle de série a d'ailleurs été créé pour pouvoir homologuer le modèle de course ce qui explique que lorsque les 904 exemplaires nécessaires ont été construits et vendus, la fabrication a été arrêtée.

## Caractéristiques techniques
| Caractéristiques       | SEAT 1430                                             | SEAT 1430 ESPECIAL 1600                                  | SEAT 1430 ESPECIAL 1800                                  |
| ---------------------- | ----------------------------------------------------- | -------------------------------------------------------- | -------------------------------------------------------- |
| Type moteur            | Essence, 4 cylindres en ligne                         | Essence, 4 cylindres en ligne                            | Essence, 4 cylindres en ligne                            |
| Origine moteur         | Fiat 124 S                                            | Fiat 132 1600                                            | Fiat 132 1800                                            |
| Alésage x Course (mm)  | 80 x 71,5                                             | 80 x 79,2                                                | 84 x 79,2                                                |
| Cylindrée totale       | 1 438 cm3                                             | 1 592 cm3                                                | 1 756 cm3                                                |
| Compression            | 9 / 1                                                 | 8,9 / 1                                                  | 8,9 / 1                                                  |
| Distribution           | 8 soupapes - arbre à cames latéral et courroie dentée | 8 soupapes - 2 arbres à cames en tête et courroie dentée | 8 soupapes - 2 arbres à cames en tête et courroie dentée |
| Alimentation           | Carburateur Weber 32 DHS                              | Carburateur Weber 34 DHS                                 | Carburateur Solex 34 EIES-9                              |
| Refroidissement        | Liquide, ventilateur actionné par courroie            | Liquide, ventilateur électrique                          | Liquide, ventilateur électrique                          |
| Lubrication            | Pompe à huile actionnée par l'arbre à cames           | Pompe à huile actionnée par l'arbre à cames              | Pompe à huile actionnée par l'arbre à cames              |
| Boîte de vitesses      | Manuelle 4 vitesses avant + M.AR                      | Manuelle 4 vitesses avant + M.AR                         | Manuelle 4 vitesses avant + M.AR                         |
| Réduction au pont      | 3,727                                                 | 3,727                                                    | 3,727                                                    |
| Type de traction       | Propulsion arrière                                    | Propulsion arrière                                       | Propulsion arrière                                       |
| Suspension avant       | Indépendante, ressorts hélicoïdaux et amortisseurs    | Indépendante, ressorts hélicoïdaux et amortisseurs       | Indépendante, ressorts hélicoïdaux et amortisseurs       |
| Suspension arrière     | Essieu rigide, ressorts hélicoïdaux et amortisseurs   | Essieu rigide, ressorts hélicoïdaux et amortisseurs      | Essieu rigide, ressorts hélicoïdaux et amortisseurs      |
| Type de pneumatiques   | 150 SR 13                                             | 155 SR 13                                                | 170 SR 13                                                |
| Freins avant / arrière | Disques / Disques                                     | Disques / Disques                                        | Disques / Disques                                        |
| Direction              | Vis sans fin et galet                                 | Vis sans fin et galet                                    | Vis sans fin et galet                                    |
| Dimensions : L x l x H | 4 050 mm x 1 610 mm x 1 420 mm                        | 4 050 mm x 1 610 mm x 1 420 mm                           | 4 050 mm x 1 610 mm x 1 420 mm                           |
| Poids                  | 925 kg                                                | 965 kg                                                   | 970 kg                                                   |
| Réservoir carburant    | 39 litres                                             | 39 litres                                                | 39 litres                                                |
|                        |                                                       |                                                          |                                                          |
| Puissance maxi         | 75 ch DIN à 5.400 tr/min                              | 98 ch DIN à 6.000 tr/min                                 | 118 ch DIN à 6.400 tr/min                                |
| Vitesse maxi           | 155 km/h                                              | 165 km/h                                                 | 170 km/h                                                 |
| Consommation moyenne   | 8,5 l/100 km                                          | 13 l/100 km                                              | 13,5 l/100 km                                            |